# Dube (Südafrika)
Dube ist ein Stadtteil von Soweto, das wiederum ein Teil der Metropolgemeinde City of Johannesburg in Südafrika ist.

## Geographie
Die Townshipsiedlung Dube liegt rund 16 Kilometer südwestlich des Zentrums von Johannesburg. 2011 hatte der Stadtteil offiziell 18.123 Einwohner, von denen rund 55 % isiZulu als Erstsprache angaben. Er gehört zur Region D der City of Johannesburg, zu der unter anderem ganz Soweto gehört.
Dube liegt im nördlich der Mitte Sowetos. Nordöstlich liegt der Stadtteil Meadowlands, östlich Orlando West, westlich Mofolo.

## Geschichte
Der Stadtteil wurde 1946 vom City Council Johannesburg, das von der United Party dominiert war, als „afrikanisches Dorf“ für relativ wohlhabende Schwarze auf dem Gebiet der Klipspruit Farm gegründet. Dies folgte den Empfehlungen der Fagan-Kommission. Der Stadtteil wurde nach John Langalibalele Dube, dem im selben Jahr verstorbenen ersten Vorsitzenden des South African Native National Congress, benannt. Ursprünglich sollte die Bewohner die Grundstücke besitzen dürfen, aufgrund des Drucks der 1948 ins Amt gekommenen Apartheid-Regierung, speziell des späteren Ministers für „Eingeborenenangelegenheiten“ Hendrik Verwoerd, wurde eine Erbpachtdauer von anfangs 99 Jahren, später nur noch 30 Jahren erlaubt. Die Grundstücksgröße wurde von 464 m² auf 247 m² herabgesetzt. 1968 wurde diese Möglichkeit ganz abgeschafft. Die Apartheid-Regierung versuchte, in Dube nur Nguni anzusiedeln, die Regel wurde aber inkonsequent gehandhabt.
1954 erhielt Dube Township-Status. In Dube wurde 1955 ein Hostel (Wohnheim) eröffnet, das zur Aufnahme von Arbeitsmigranten diente. Hier lebten ausschließlich männliche Arbeitskräfte. 1957 gab es dort erstmals gewalttätige Auseinandersetzungen zwischen Zulu und Basotho. Das Hostel-Modell wurde in den folgenden Jahrzehnten in den industriellen Ballungsräumen extensiv ausgeweitet; das Maß an Gewalttätigkeit erwies sich als typisch.
Bekannte Bewohner waren das Ehepaar Alfred Bitini Xuma und Madie Beatrice Hall Xuma sowie Andrew Mlangeni.

## Verkehr
Dube liegt nicht an einem Motorway. Der Mncube Drive verläuft in Nord-Süd-Richtung durch den Stadtteil. Die Station Dube der Metrorail Gauteng liegt an der Bahnstrecke Johannesburg–Naledi.

## Tourismus
Wandie’s Place ist ein Restaurant, in dem traditionelle Gerichte wie Maisbrei mit Spinat serviert werden. Es war bis in die 1990er Jahre eine Shebeen und wird häufig von Touristen aufgesucht.

## Persönlichkeiten
Der frühere ANC-Vorsitzende Alfred Bitini Xuma und seine Frau Madie Beatrice Hall Xuma lebten ab 1959 in Dube.